# Maizet
Maizet est une commune française, située dans le département du Calvados en région Normandie, peuplée de 364 habitants.

## Géographie
Maizet est une commune située entre Caen (au nord) et Thury-Harcourt (au sud) aux confins du Pays de Caen et de la Suisse normande. À l'est, l'Orne marque la limite du territoire communal.
| Évrecy                 | Avenay   | Amayé-sur-Orne |
| Sainte-Honorine-du-Fay | Maizet   | Mutrécy        |
| Sainte-Honorine-du-Fay | Grimbosq | Mutrécy        |

### Hydrographie
La commune est située dans le bassin Seine-Normandie. Elle est drainée par l'Orne, le ruisseau de la Planquette et le fossé 01 de la commune de Maizet,,.
L'Orne, d'une longueur de 170 km, prend sa source dans la commune d'Aunou-sur-Orne et se jette  dans l'embouchure de l'Orne à Merville-Franceville-Plage, après avoir traversé 60 communes. Les caractéristiques hydrologiques de l'Orne sont données par la station hydrologique située sur la commune de Grimbosq. Le débit moyen mensuel est de 20,8 m3/s. Le débit moyen journalier maximum est de 240 m3/s, atteint lors de la crue du 4 février 2021. Le débit instantané maximal est quant à lui de 257 m3/s, atteint le même jour.

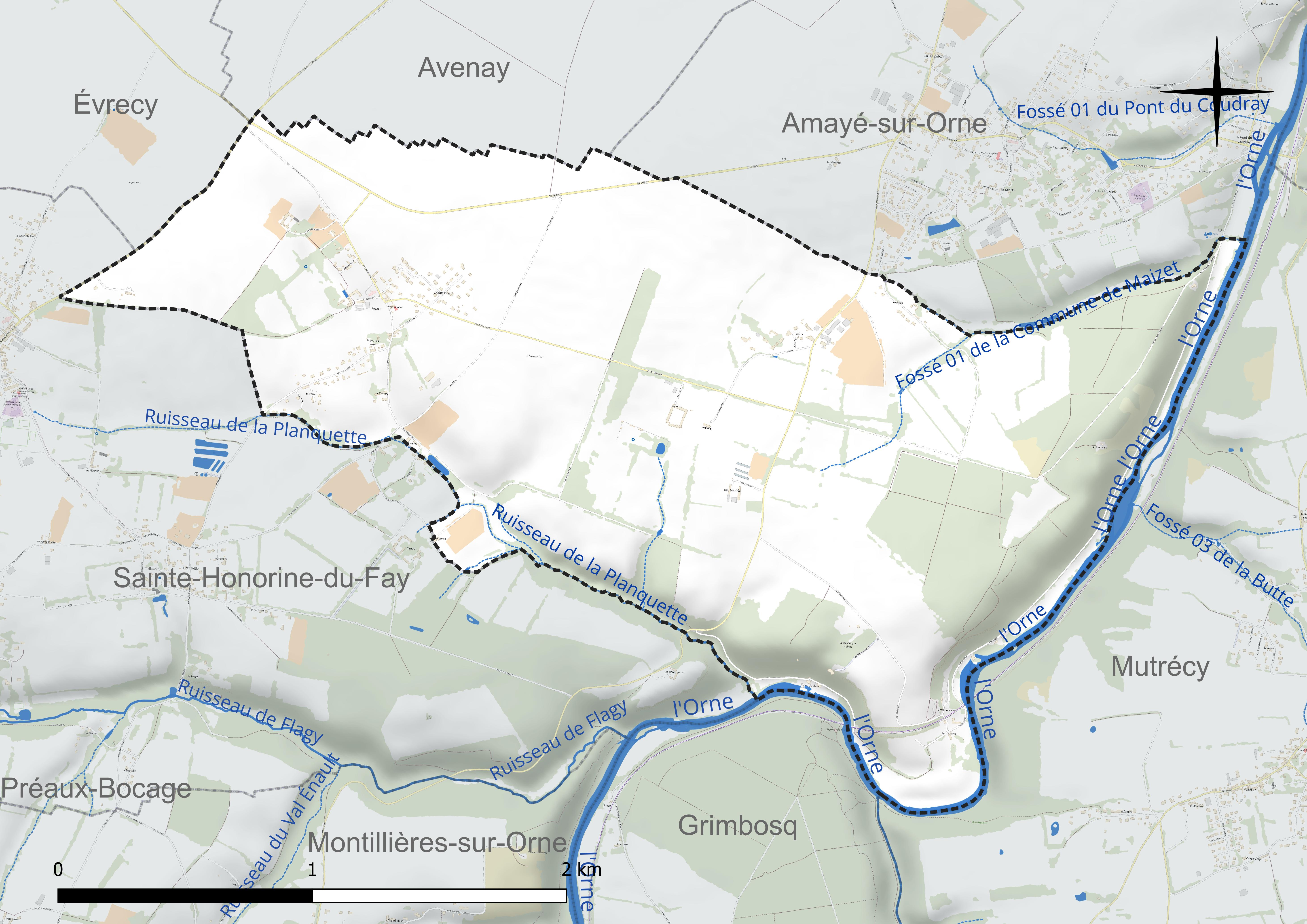
Réseau hydrographique de Maizet.

### Climat
Pour des articles plus généraux, voir Climat de la Normandie et Climat du Calvados.
En 2010, le climat de la commune est de type climat océanique altéré, selon une étude du CNRS s'appuyant sur une série de données couvrant la période 1971-2000. En 2020, Météo-France publie une typologie des climats de la France métropolitaine dans laquelle la commune est exposée à un climat océanique et est dans la région climatique  Normandie (Cotentin, Orne), caractérisée par une pluviométrie relativement élevée (850 mm/a) et un été frais (15,5 °C) et venté. Parallèlement le GIEC normand, un groupe régional d'experts sur le climat, différencie quant à lui, dans une étude de 2020, trois grands types de climats pour la région Normandie, nuancés à une échelle plus fine par les facteurs géographiques locaux. La commune est, selon ce zonage, exposée à un « climat des plateaux abrités », correspondant à la plaine agricole de Caen à Falaise, sous le vent des collines de Normandie et proche de la mer, se caractérisant par une pluviométrie et des contraintes thermiques modérées.
Pour la période 1971-2000, la température annuelle moyenne est de 10,5 °C, avec  une amplitude thermique annuelle de 12,5 °C. Le cumul annuel moyen de précipitations est de 788 mm, avec 12,3 jours de précipitations en janvier et 7,6 jours en juillet. Pour la période 1991-2020, la température moyenne annuelle observée sur la station météorologique la plus proche, située sur la commune de Fresney-le-Vieux à 10 km à vol d'oiseau, est de 10,8 °C et le cumul annuel moyen de précipitations est de 826,3 mm,. Pour l'avenir, les paramètres climatiques de la commune estimés pour 2050 selon différents scénarios d'émission de gaz à effet de serre sont consultables sur un site dédié publié par Météo-France en novembre 2022.

## Urbanisme

### Typologie
Au 1er janvier 2024, Maizet est catégorisée commune rurale à habitat dispersé, selon la nouvelle grille communale de densité à 7 niveaux définie par l'Insee en 2022.
Elle est située hors unité urbaine. Par ailleurs la commune fait partie de l'aire d'attraction de Caen, dont elle est une commune de la couronne,. Cette aire, qui regroupe 296 communes, est catégorisée dans les aires de 200 000 à moins de 700 000 habitants,.

### Occupation des sols
L'occupation des sols de la commune, telle qu'elle ressort de la base de données européenne d'occupation biophysique des sols Corine Land Cover (CLC), est marquée par l'importance des territoires agricoles (78,8 % en 2018), une proportion identique à celle de 1990 (78,8 %). La répartition détaillée en 2018 est la suivante : 
terres arables (41,6 %), prairies (37,2 %), forêts (21,2 %). L'évolution de l'occupation des sols de la commune et de ses infrastructures peut être observée sur les différentes représentations cartographiques du territoire : la carte de Cassini (XVIIIe siècle), la carte d'état-major (1820-1866) et les cartes ou photos aériennes de l'IGN pour la période actuelle (1950 à aujourd'hui).

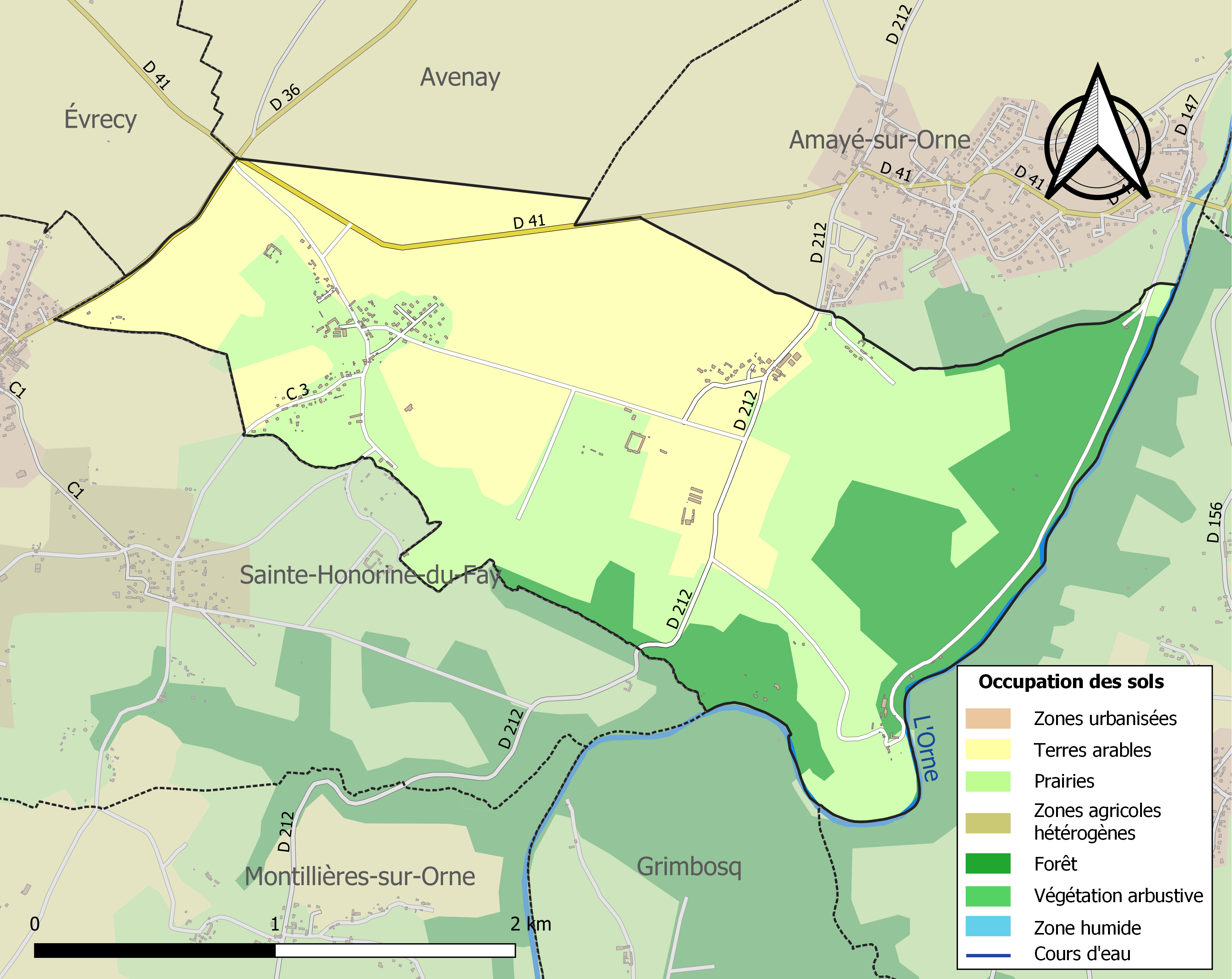
Carte des infrastructures et de l'occupation des sols de la commune en 2018 (CLC).

## Toponymie
Le nom de la localité est attesté sous les formes Maiset en 1202 ; Meset en 1226 ;  Messet en 1242 ; Maseium en 1260 ; Mayset en 1294 ; Maesetum au XIVe siècle ; Mézet en 1417 ; Messet en 1710.
Ce toponyme est issu du latin mansio, « maison ».

## Politique et administration

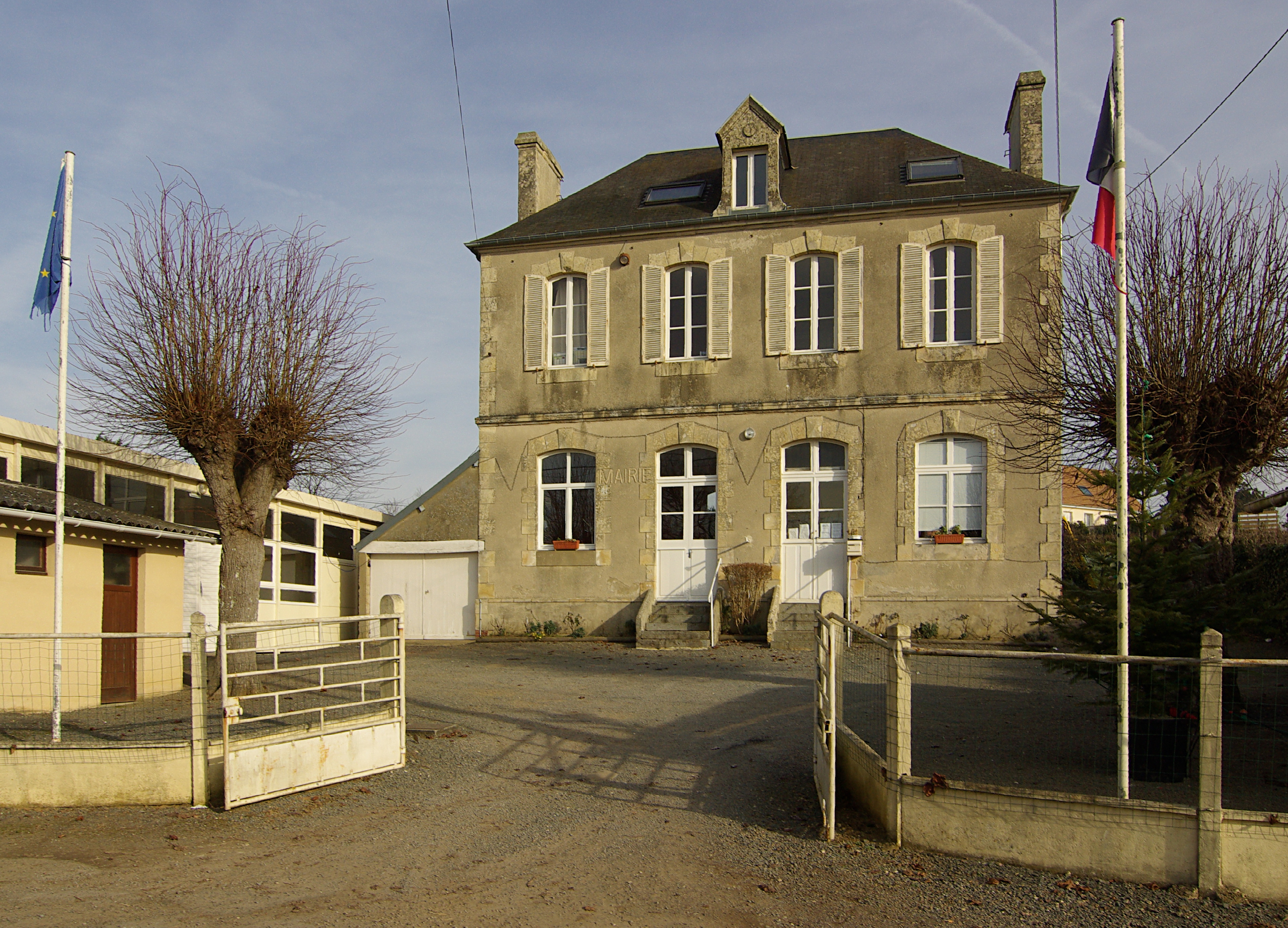
La mairie.

| Période                                  | Période   | Identité        | Étiquette | Qualité             |
| ---------------------------------------- | --------- | --------------- | --------- | ------------------- |
| avant 1988                               | mars 2001 | Roger Boulais   |           |                     |
| mars 2001                                | mars 2014 | Gérard Le Corsu | SE        |                     |
| mars 2014                                | En cours  | Gilbert Duval   | SE        | Retraité commercial |
| Les données manquantes sont à compléter. |           |                 |           |                     |

## Démographie
L'évolution du nombre d'habitants est connue à travers les recensements de la population effectués dans la commune depuis 1793. Pour les communes de moins de 10 000 habitants, une enquête de recensement portant sur toute la population est réalisée tous les cinq ans, les populations de référence des années intermédiaires étant quant à elles estimées par interpolation ou extrapolation. Pour la commune, le premier recensement exhaustif entrant dans le cadre du nouveau dispositif a été réalisé en 2005.
En 2022, la commune comptait 364 habitants, en évolution de +3,7 % par rapport à 2016 (Calvados : +1,58 %, France hors Mayotte : +2,11 %).
| 1793 | 1800 | 1806 | 1821 | 1831 | 1836 | 1841 | 1846 | 1851 |
| ---- | ---- | ---- | ---- | ---- | ---- | ---- | ---- | ---- |
| 349  | 260  | 362  | 354  | 295  | 309  | 293  | 268  | 282  |

| 1856 | 1861 | 1866 | 1872 | 1876 | 1881 | 1886 | 1891 | 1896 |
| ---- | ---- | ---- | ---- | ---- | ---- | ---- | ---- | ---- |
| 285  | 265  | 255  | 261  | 238  | 224  | 200  | 199  | 184  |

| 1901 | 1906 | 1911 | 1921 | 1926 | 1931 | 1936 | 1946 | 1954 |
| ---- | ---- | ---- | ---- | ---- | ---- | ---- | ---- | ---- |
| 160  | 162  | 176  | 174  | 181  | 187  | 157  | 139  | 140  |

| 1962 | 1968 | 1975 | 1982 | 1990 | 1999 | 2005 | 2006 | 2010 |
| ---- | ---- | ---- | ---- | ---- | ---- | ---- | ---- | ---- |
| 131  | 164  | 187  | 202  | 260  | 238  | 274  | 281  | 303  |

| 2015 | 2020 | 2022 | - | - | - | - | - | - |
| ---- | ---- | ---- | - | - | - | - | - | - |
| 334  | 368  | 364  | - | - | - | - | - | - |

## Lieux et monuments

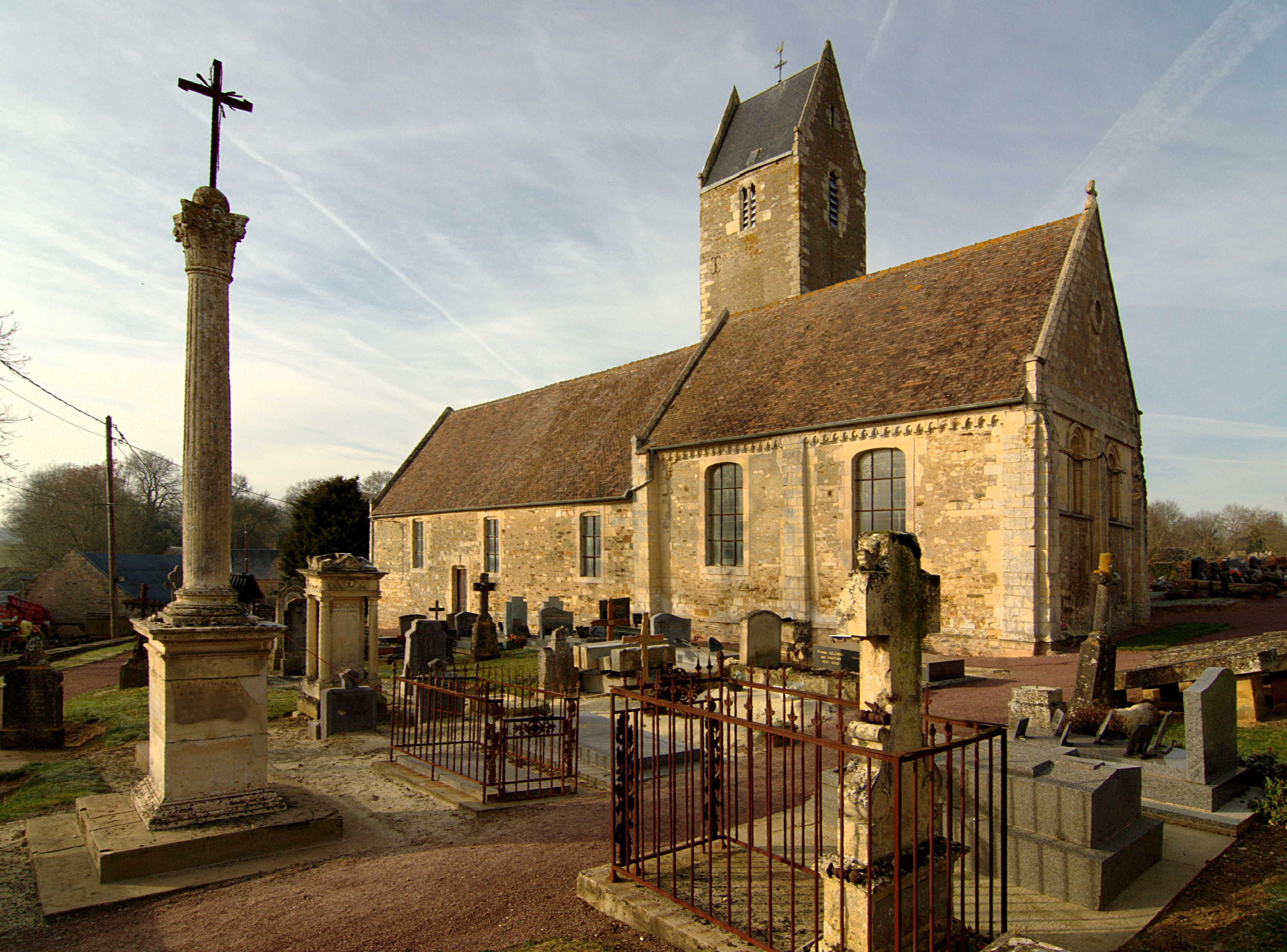
L'église.

## Héraldique
| Blason de Maizet | Blason  | Mi-taillé : au 1er écartelé au I et au IV d'argent à la moucheture d'hermine de sable, au II et au III de gueules aux trois fasces d'argent chargées de six sarcelles de sable, trois sur la première, deux sur la deuxième et une sur la troisième, au 2e de gueules aux trois roses d'or. |
| Blason de Maizet | Détails | |